# Eta Pyxidis
Eta Pyxidis (16 Pyxidis) é uma estrela na direção da constelação de Pyxis. Possui uma ascensão reta de 08h 37m 52,17s e uma declinação de −26° 15′ 17,9″. Sua magnitude aparente é igual a 5,24. Considerando sua distância de 242 anos-luz em relação à Terra, sua magnitude absoluta é igual a 0,89. Pertence à classe espectral A0V.